# Marquéglise
Marquéglise é uma comuna francesa na região administrativa de Altos da França, no departamento de Oise. Estende-se por uma área de 6,76 km². Em 2010 a comuna tinha 486 habitantes (densidade: 71,9 hab./km²).